# 对香豆酸
对香豆酸（英語：或称为4-羟基肉桂酸）是一种羟基肉桂酸，其羟基在苯环上位置不同而形成的同分异构体包括邻香豆酸（o-Coumaric acid）和间香豆酸（m-Coumaric acid），对香豆酸是三者中在自然界分布最多的。对香豆酸可根据碳碳双键的构象不同分为顺反两种异构体。
对香豆酸常温常压下为白色结晶状固体，微溶于水，易溶于乙醇和乙醚，可在闭苞买麻藤（学名：Gnetum cleistostachyum）中发现。